# Colline Ngong
Le colline Ngong (Ngong Hills) sono le cime di una cresta situata a sud-ovest di Nairobi lungo la Rift Valley, nel Kenya meridionale. La parola Ngong è un'anglicizzazione della frase masai «enkong'u emuny», che significa «sorgente del rinoceronte» e deriva dal nome con cui viene indicata una sorgente situata vicino alla città che porta lo stesso nome.
Le colline Ngong si affacciano ad est sul parco nazionale di Nairobi, a nord sulla città di Nairobi e ad ovest sulla Rift Valley, che scende a valle per più di 1 000 metri, in una zona dove si sono sviluppati alcuni villaggi masai. La loro cima più alta raggiunge i 2 460 metri sul livello del mare.
Durante gli anni del dominio coloniale britannico, l'area intorno alle colline Ngong era un'importante regione agricola e molte case coloniali tradizionali sono ancora visibili nella zona. Nel film La mia Africa, del 1985, le quattro cime delle colline Ngong compaiono sulle sfondo di alcune scene vicino alla casa di Karen Blixen. I locali riferiscono ancora di aver avvistato dei leoni sulle colline durante gli anni '90. La tomba solitaria di Denys Finch Hatton, contrassegnata da un obelisco e da un giardino, si trova sulle pendici orientali delle colline, che sovrastano il parco nazionale di Nairobi.
Il Servizio Forestale del Kenya (Kenya Forestry Service, KFS) ha una piccola postazione ai piedi delle colline, nel settore nord-orientale del parco. A ridosso delle colline è situata la città di Ngong. Ora sulle colline settentrionali si trova un parco eolico attivo, il primo del paese.
Nel cielo sopra le colline Ngong esplose l'aereo che trasportava Bruce MacKenzie, Ministro dell'Agricoltura del Kenya, fatto esplodere con una bomba ad orologeria durante un volo proveniente da Entebbe, in Uganda, il 24 maggio 1978, dopo che il presidente ugandese Idi Amin aveva ordinato ad agenti ugandesi di assassinarlo.